# 瑜伽石

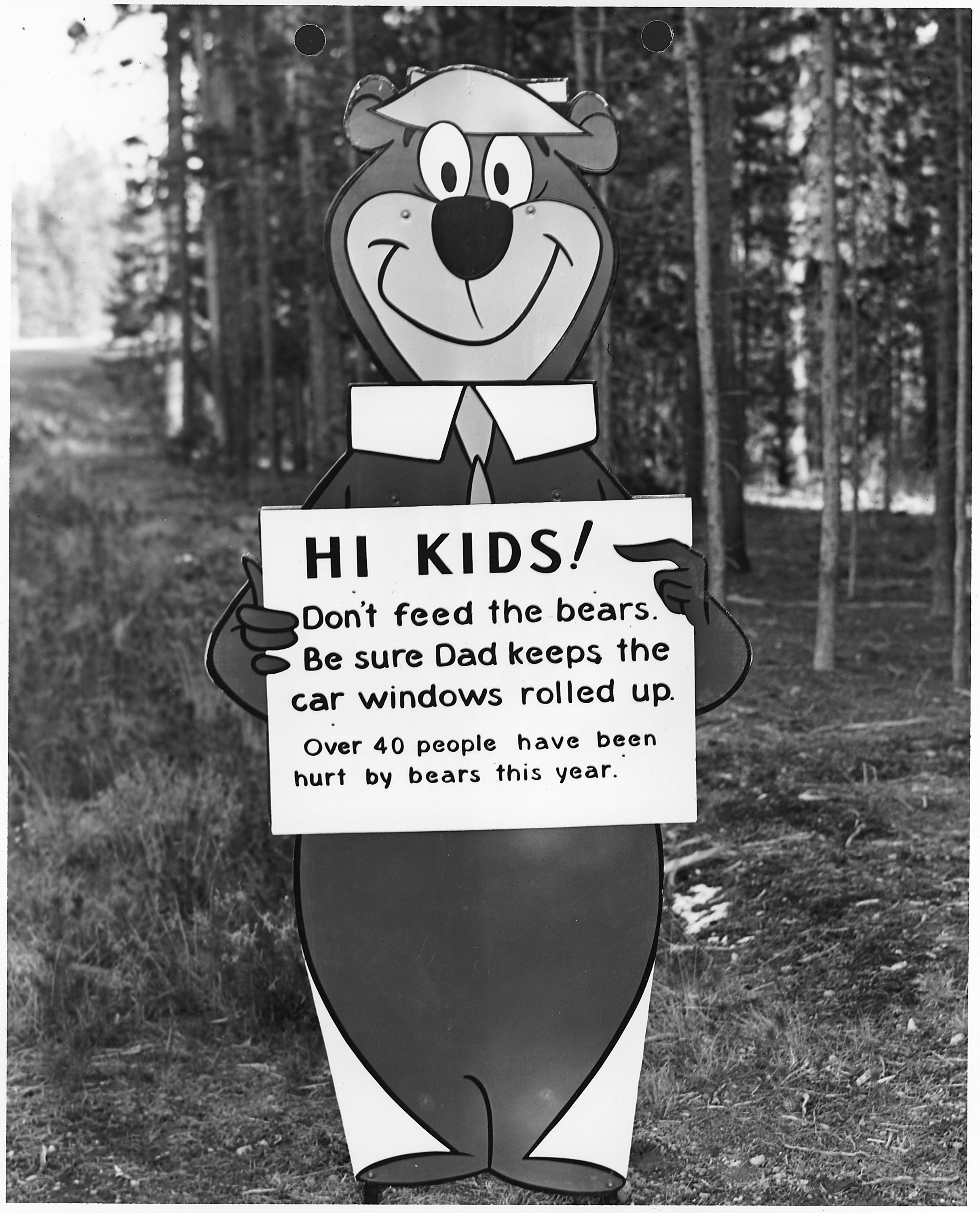
树立在黄石国家公园的瑜伽熊标志告示（1961 年）

瑜伽石（Yogi Rock）是1997年火星探路者任务中在火星上发现并由杰弗里·兰迪斯所命名的一块岩石。在此次任务中发现的岩石都以著名的图标和人物命名，从航天器上看，瑜伽岩石类似于一颗熊的脑袋，因此，它被以著名的卡通角色“瑜伽熊”命名。
这块岩石是在火星上发现的第一块由玄武岩构成的岩石，代表该地区以前有过火山活动，因为玄武岩是一种火成岩，光滑的表面也表明此地过去曾存在过水。瑜伽石也是首块旅居者号探测车抵达的大岩石，并使用阿尔法粒子X射线光谱仪对它进行了成分检测分析。
《星际旅行：进取号》的开场片中使用了“旅居者号”接近瑜伽石的画面，是电视节目史上第一部利用在另一颗星球上拍摄镜头制作的科幻电视或影视作品。

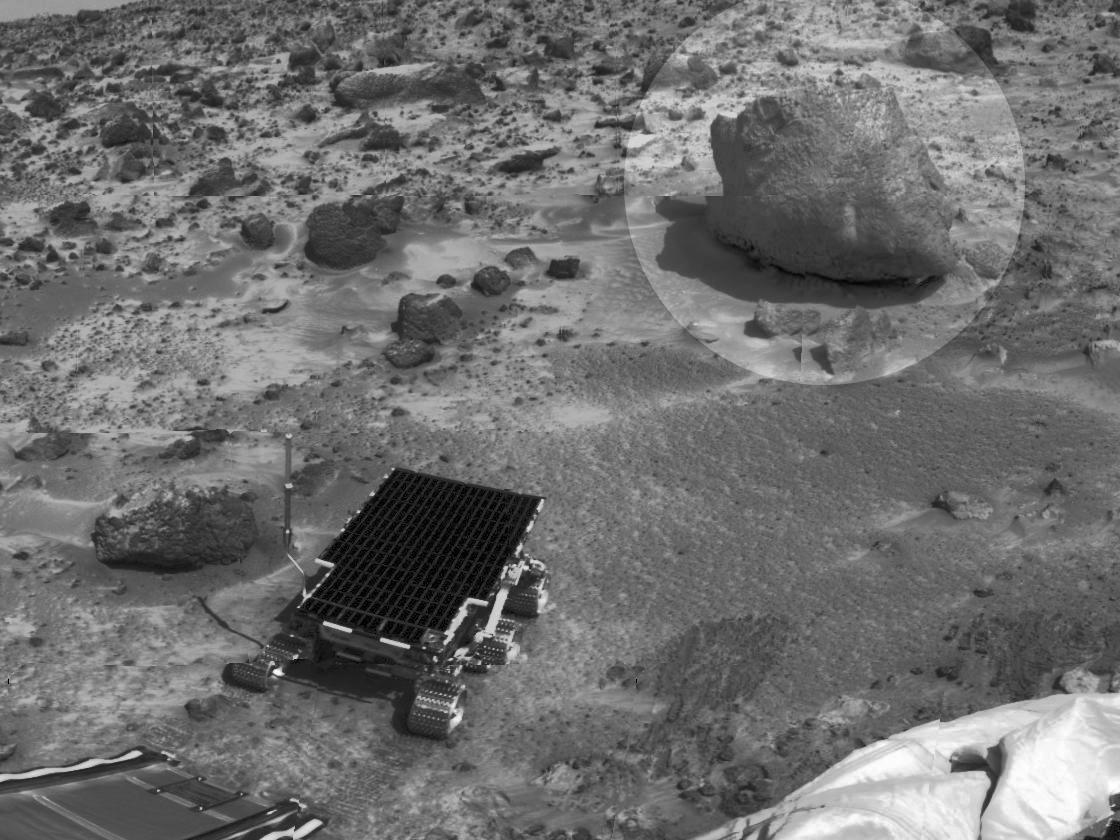
“旅居者号”驶向瑜伽石（圆圈中）。
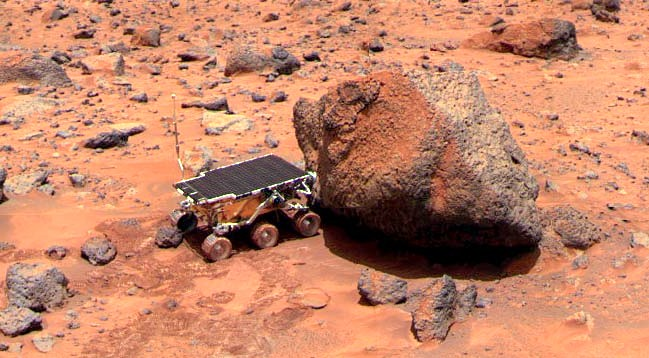
火星探路者号探测车“旅居者号”在“瑜伽”石旁。

## 另请查看
- 火星岩石列表
- 藤壶比尔岩石